# Chris Sununu
Christopher T. Sununu (5 de noviembre de 1974) es un político y empresario republicano estadounidense que se desempeñó como el 82° gobernador de Nuevo Hampshire de enero de 2017 hasta enero de 2025. Sununu fue miembro del Consejo Ejecutivo de Nuevo Hampshire de 2011 a 2017.
Sununu nació en Salem , New Hampshire .También se desempeña como director ejecutivo de Waterville Valley Ski Resort en Waterville Valley, New Hampshire. Obtuvo una licenciatura del Instituto de Tecnología de Massachusetts .Sununu es hijo del ex gobernador de New Hampshire y jefe de personal de la Casa Blanca, John H. Sununu, y hermano menor del exrepresentante y senador de los EE. UU. John E. Sununu .